# Вниманию граждан и организаций
«Вниманию граждан и организаций» — советский фильм 1965 года режиссёра Артура Войтецкого.

## Сюжет
События фильма происходят в 1960-х, накануне и в День Победы, и хотя фильм не о войне, но эта тема «красной нитью» проходит через его сюжет.
У первоклашки Кирилла большие проблемы — никто его не понимает: учёба не идёт, учительница ставит двойки, родители читают нудные нотации и ставят в угол, не разрешают привести домой собаку — старого больного пса, который живёт в парке, и о котором мальчуган заботится. И вдруг Кирилл не обнаруживает собаку на месте, и тут же видит объявление администрации Зоопарка: «Вниманию граждан и организаций, покупаем животных для кормления хищников», что повергает его в шок. В этот момент он встречает корреспондента газеты Вадима Константиновича Конева, фронтовика, которого тоже мало кто понимает, и у которого тоже много проблем с людьми и миром в этот День Победы… И как оказывается, эти двое очень близки ещё с июня 1941 года, когда Кирилла ещё и не было в этом мире… Конев знал того парня, в честь которого мать назвала мальчика Кириллом, также любившего собак, тоже непримиримого к несправедливости в мире.

О чём же этот фильм с с «административным» названием «Вниманию граждан и организаций»? О доброте. О том, как важно быть чутким и внимательным к человеку, которому отроду всего семь, потому что с этих лет начинается всё. О том, как влияет на ребёнка сложный мир взрослых, все те, кто его окружает: семья, учителя, просто прохожие.— Советский экран, 1965

## В ролях
| Актёр              | Роль                                 |
| ------------------ | ------------------------------------ |
| Виталик Беляков    | Кирилл Крупицын                      |
| Антоша Сочивко     | Антон Крупицын                       |
| Юрий Леонидов      | Пётр отец Кирилла и Антона           |
| Валентина Калинина | Вера мать Кирилла и Антона           |
| Михаил Зимин       | журналист Вадим Константинович Конев |
| Нина Веселовская   | учительница Жанна Полиановна         |
| Ада Шереметьева    | воспитательница Лена                 |
| Дмитрий Милютенко  | школьный сторож                      |
| Николай Сергеев    | сторож в парке                       |
| Олег Комаров       | журналист-кляузник Андрей Иванович   |

### В эпизодах
| Актёр              | Роль                           |
| ------------------ | ------------------------------ |
| Алёша Данилевский  |                                |
| Миша Сокович       |                                |
| Серёжа Гусев       |                                |
| Володя Сак         |                                |
| Наташа Тарасенко   |                                |
| Вадик Лозинский    |                                |
| Саша Струцинский   |                                |
| Даня Симонов       |                                |
| Марина Прокопенко  |                                |
| Нина Алисова       | дама с ресницами               |
| Борис Бибиков      |                                |
| Евгения Веховская  | продавщица                     |
| Вадим Дмитрюк      |                                |
| Маргарита Кошелева | учительница Варвара Николаевна |
| Григорий Лямпе     | парикмахер                     |
| Лев Перфилов       | скептик                        |
| Виктор Полищук     | гражданин в очереди            |
| Александр Райданов |                                |
| Аркадий Толбузин   | главный редактор Орлов         |

### Нет в титрах
| Актёр             | Роль                       |
| ----------------- | -------------------------- |
| Людмила Сосюра    | машинистка                 |
| Мария Капнист     | старуха у доски объявлений |
| Виктор Степаненко |                            |